# Kirche von Väte

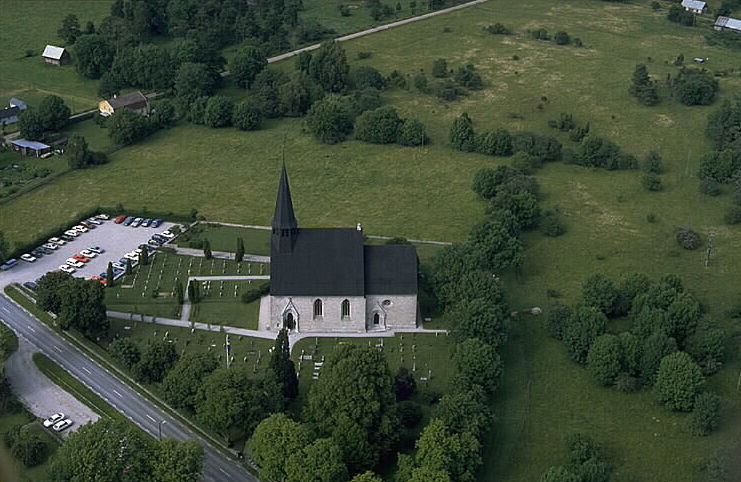
Luftbild Kirche von Väte auf Gotland

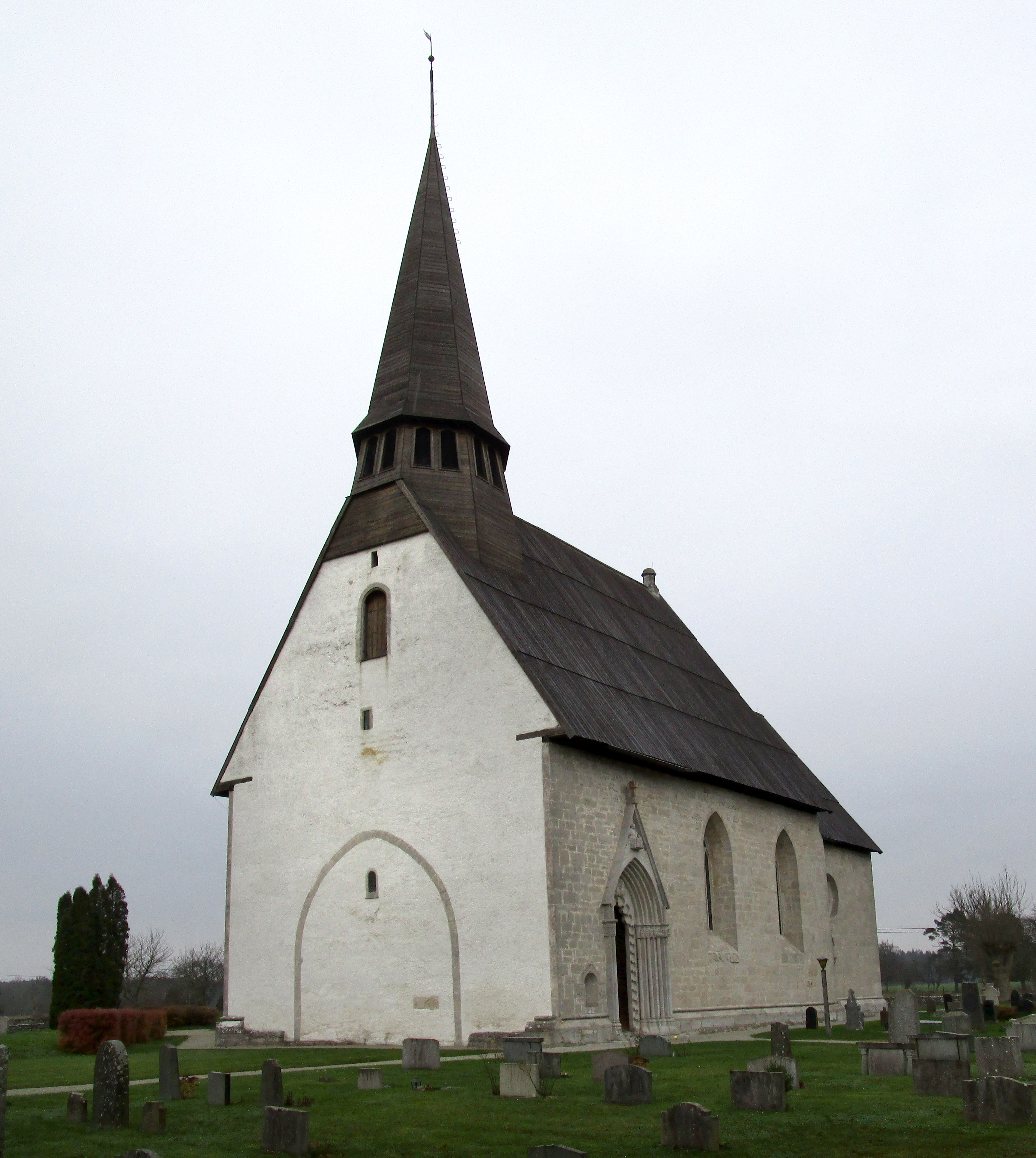
Kirche von Väte

Die Kirche von Väte (schwedisch Väte kyrka) ist eine gotische Landkirche auf der schwedischen Insel Gotland. Sie gehört zur Kirchengemeinde (schwedisch församling) Väte im Bistum Visby.

## Lage
Die Kirche liegt im westlichen Landesinnern von Gotland an der Straße 142 von Visby nach Hemse, ungefähr 22 km südlich von Visby, 8 km südlich von Roma und 24 km nördlich von Hemse.

## Kirchengebäude
Die Kirche von Väte ist im 14. Jahrhundert aus Stein gebaut worden und gehört zu den größeren auf Gotland.  Sie besteht aus einem dreischiffigen Langhaus mit einem schmaleren, gerade abgeschlossenen Chor und einer Sakristei auf der Nordseite des Chors. Der Chor und die Sakristei wurden um 1300 herum errichtet. Das Langhaus stammt aus der Mitte des 14. Jahrhunderts und man sieht ihm die Herkunft von dem anonymen Steinmetzmeister Egypticus oder seiner Werkstatt an. Ein zugemauerter Turmbogen in der Westmauer bezeugt einen geplanten, aber niemals gebauten Turm. Der heutige Dachreiter im Westen, eine achteckige Turmspitze mit einer Glockenetage unter einem Schirmdach ist von 1914.  In den Fassaden finden sich auch große Teile des Materials einer früheren romanischen Kirche, die man ikonisch  nannte: Das Nordportal, die Umfassung des Sakristeieingangs, die Fenstereinfassungen und die großen Reliefsteine, die insbesondere Tierdarstellungen enthalten. Die Grundmauern der älteren Kirche fand man bei einer Restaurierung von 1927 bis 1928.  Die Südmauern von Langhaus und Chor hatten beide reich ausgeformte spitzbogige Perspektivportale mit Kapitellbändern, die reich mit Ornamenten geschmückt waren und Wimperge. Die Kirche hat zwei spitzbogige Fensteröffnungen im Süden und eine Dreigruppe von Fenstern im östlichen Giebel. Die neun Zeltgewölbe des Langhauses werden von vier kräftigen Säulen getragen, deren Kapitelle Blattornamente haben. Eine spitzbogige Maueröffnung verbindet das Langhaus mit dem Chor, der ein Kreuzgewölbe hat. Die ältesten Kalkmalereien des Chors sind aus dem 14. Jahrhundert, aber im 15. Jahrhundert hat der Passionsmeister Malereien im Langhaus gemalt.  Das Passionsfries in der nördlichen Langhausmauer ist von einem Meister von 1520 gemalt. Ähnliche Friese gibt es auch in den Kirchen von Alva und Lau. Die Kirche wurde 1956 vom Architekten Nils Arne Rosén und 1965 vom Architekten Olle Karth restauriert.

## Ausstattung
- Der achteckige Taufstein ist aus Sandstein und wurde von Byzantios im 12. Jahrhundert angefertigt.
- Der Altar ist mittelalterlich und wird von einer Platte mit fünf eingehauenen Einweihungskreuzen bedeckt. Das Altarretabel ist eine gotländische Arbeit aus dem 17. Jahrhundert und wurde 1780 von Johan Niklas Weller bemalt.
- Das Triumphkreuz ist aus dem 13. Jahrhundert.
- Die Kanzel wurde 1782 von Johan Niklas Weller, ist aber wahrscheinlich bedeutend älter als ihre heutige Bemalung.
- Die Orgel wurde 1955 von Werner Bosch aus Kassel gebaut.